# Kelburn Castle

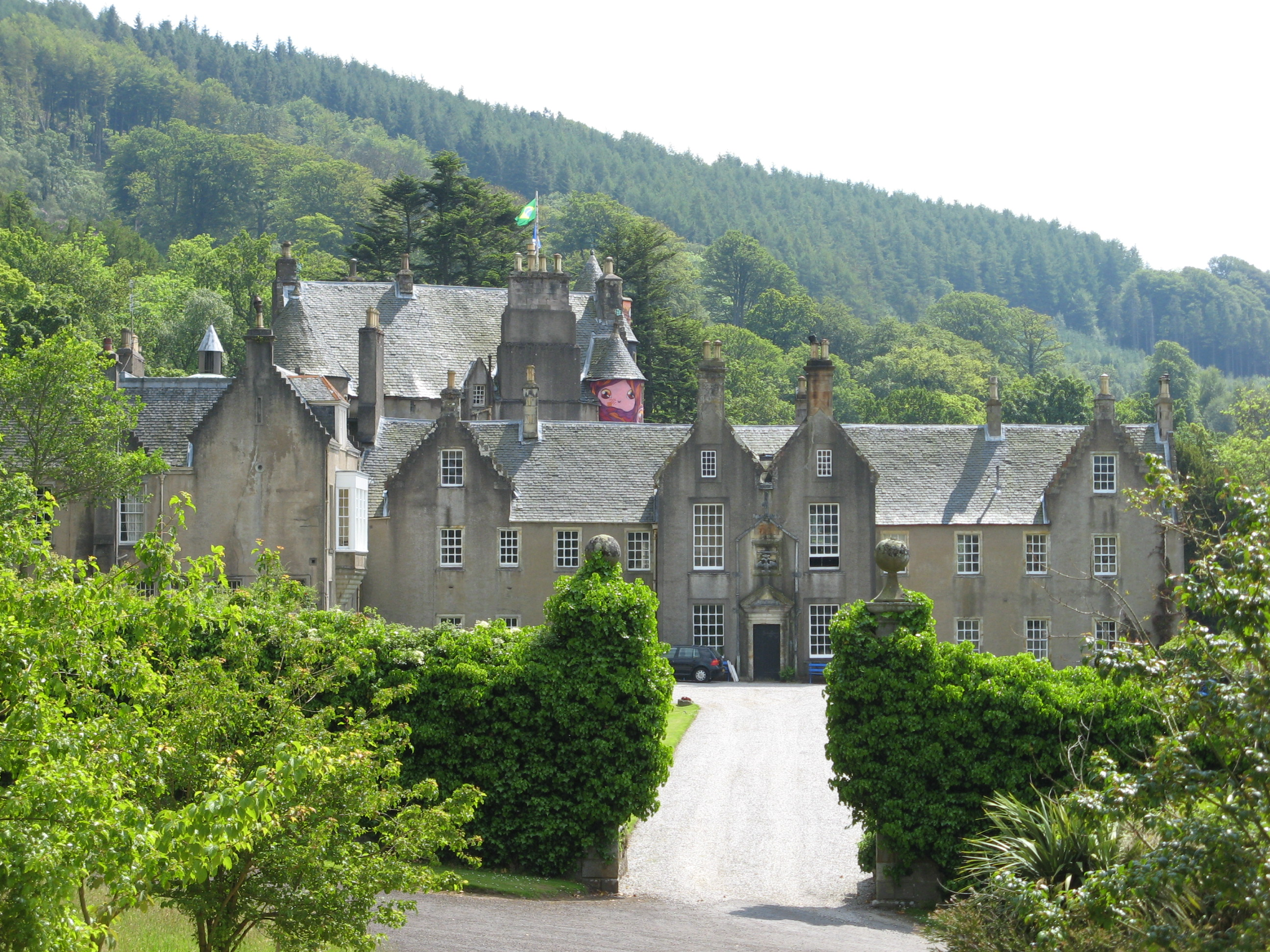
Kelburn Castle

Kelburn Castle är ett slott i närheten av byn Fairlie i North Ayrshire i södra Skottland. Byggnaden, som ursprungligen uppfördes på 1200-talet, innehas sedan slutet av 1600-talet av earlen av Glasgow. Kelburn Castle är en så kallad listed building, kategori A.
Under 1500-talet företogs en ombyggnad av Kelburn Castle och år 1700 fick det sitt nuvarande utseende. År 1977 öppnades slottet och markegendomarna för allmänheten.

## Graffitiprojekt
År 2007 bedömdes det att byggnaden var i behov av fasadrestaurering. Patrick Boyle, earl av Glasgow sedan 1984, bjöd då, efter ett förslag från sina barn, in fyra brasilianska graffitimålare som dekorerade de äldre delarna av slottet.